# Edward Arthur Butler
Pour les articles homonymes, voir Butler.
Edward Arthur Butler est un ornithologue britannique, né le 4 juillet 1843 à Coton House dans le Warwickshire et mort le 16 avril 1916.
Il fait ses études à Eton et s’engage dans l’armée à l’âge de 21 ans. Il est stationné à Gibraltar, en Inde et en Afrique du Sud. Il prend sa retraite en 1884 avec le rang de lieutenant-colonel. Il est surtout connu pour avoir été collectionneur d’oiseaux et taxidermiste. La chouette de Butler (Strix butleri) lui a été dédiée par Allan Octavian Hume (1829-1912) en 1878.